# Knowle St Giles
Knowle St Giles is een civil parish in het bestuurlijke gebied South Somerset, in het Engelse graafschap Somerset met 244 inwoners.